# Іола Леал Ріеско
Іола Леал Ріеско (нар. 4 липня 1977 р.) — іспанська екологічна та соціальна активістка, що працює в Європейському лісовому інституті та Well Grounded. Її освіта – в галузі екології лісу та людини. З 2003 року вона працює, щоб допомогти вирішити проблеми інтеграції екологічних проблем у політику допомоги ЄС та покращити управління лісами в усьому світі. Її робота продовжує зосереджуватися на політиці ЄС, а також на уважному дотриманні плану дій ЄС щодо забезпечення правопорядку, управління та торгівлі лісами [Архівовано 23 листопада 2009 у Wayback Machine.]. У 2010 році разом із Кет Лонг вона заснувала організацію Well Grounded, яка надає послуги та підтримку африканським організаціям громадянського суспільства, які працюють із громадами, щоб допомогти їм відстояти свої права та покращити управління лісами.
Народжена в місті Луго, перш ніж приєднатися до EFI, вона працювала в FERN, Amazonia Assemblea de Solidaritat, Skamot Verd і Asociación pola defensa da ría.  Магістерський ступінь з біології вона отримала в Університеті Барселони.

## Праці
- From an European Court of Auditors’ Report to a learning process? The challenge to integrate the environment into the European Community’s development assistance[недоступне посилання з 01.10.2019] Olearius A, Leal Riesco I & Nicholson S (2008)
- Transparency and availability of EC aid documentation, a review[недоступне посилання з 01.10.2019]. Nicholson S & Leal Riesco I (2007) FERN-WWF-BirdLife Report, September 2007.
- Provoking change - A toolkit for African NGOs. Saskia Ozinga and Iola Leal Riesco (2007)
- Integrating environmental issues in the next round of co-operation agreements between the EU and ACP countries Leal Riesco I. FERN's EC Forest Platform Briefing Note Issue 04, June 2006
- Rautio, Pasi; Markkola, Annamari; Martel, Jocelyn; Tuomi, Juha; Harma, Esa; Kuikka, Karita; Siitonen, Annika; Riesco, Iola Leal; Roitto, Marja (2002). Developmental plasticity in birch leaves: defoliation causes a shift from glandular to nonglandular trichomes. Oikos. 98 (3): 437—446. doi:10.1034/j.1600-0706.2002.980308.x. ISSN 0030-1299.
- Women and Environment still run behind. Leal Riesco I. (2003) Phoenix magazine, July: European Constitution Pg. 40.
- Economic Impact of transgenics in the Agro-food industry. Leal Riesco I (2003) EU Council, internal report.
- Forest loss and human health: focus on EU policies and practices Leal Riesco I (2005) FERN Briefing Note, Brussels.
- Muller, Natureza e Tecnoloxía Leal Riesco I (2001). XVIII Galician Philosophy Week: Philosophy and Technology, Pontevedra. Aula Castelao de Filosofía & Vigo University.
- Enginyeria genètica... ¿sense fronteres? Sergi Rodríguez Tohà, Eulàlia Gassó i Miracle i Iola Leal Riesco. Ecoilla nº12, Pg.1-4, December 1997 & Boletín nº 9 de la Xarxa de Consum Solidari de Barcelona, December 1998]

## Зовнішні посилання
- EFI [Архівовано 18 травня 2022 у Wayback Machine.]
- Well Grounded [Архівовано 31 травня 2020 у Wayback Machine.]
- FERN [Архівовано 7 вересня 2008 у Wayback Machine.]